# 葛飾区偽装誘拐殺人事件
葛飾区偽装誘拐殺人事件（かつしかくぎそうゆうかいさつじんじけん）とは、1974年10月に東京都葛飾区で発生した事件。

## 概要

### 不倫
この事件の犯人の女（当時25歳）は「小町」と地元で呼ばれるほどの色白美人だったという。21歳のとき、サッシの加工販売会社の事務員として就職し、その社長（当時37歳）と不倫関係となった。しかし社長の妻に関係が露見すると、社長は妻を恐れて葛飾区西亀有のマンションに女を匿った。そして2人の関係はその後も続くが、社長が妻と離婚して自分と結婚するという約束を履行しないことに次第に不安に駆られていく。社長は妻と離婚する気はなく、そればかりか女に「あんたももう結婚したらいいじゃないか」と他人事のように言い出す。さらに社長の長男の非行が原因でこの夫妻は仲直りし始めており、知人の結婚式で社長夫妻が仲良く媒酌人を務めているのを見て、遂に女の怒りが爆発した。

### 凶行
1974年10月17日、女は社長夫妻の不在を見計らって社長宅に侵入し、葛飾区の小学生の社長の娘（当時8歳）を自分のマンションまで連れ出した。そして娘の首を紐で絞め、さらに包丁で頭部と背中を何度も刺して殺害した。

### 偽装誘拐へ
社長は帰宅したとき、娘がいないことに不安を覚えて女のマンションに駆けつけたが、そのときには娘は殺されていた。女は社長に自首すると述べたが、それを聞いた社長は怒りだす。自らの不倫が原因で我が子が殺されたなどとなれば、社会的信用を全く失い、会社も自らも破滅すると考えたからだといわれる。社長は女に自首を思い止まらせ、娘の遺体の遺棄を命じた。自らは警察に娘が誘拐されたと通報し、さらに身代金目的と見せかけるために自宅に200万円を要求する脅迫状が届けられたとまで偽装した。また、女が埼玉県大宮市（現在のさいたま市）に遺体を遺棄してきたのを知ると、「50センチの深さに埋めただと。犬でも掘り起こしてしまうから1メートル以上掘って埋めて来い」と身勝手にも命じたという。

### 逮捕へ
警察は女の供述に曖昧な点が多いことから調べを進め、社長と不倫関係にあったことを掴む。結局、女は殺人を自供して10月30日に逮捕。社長も娘の葬儀が終わった直後の11月2日に死体遺棄の容疑で逮捕した。

### 裁判
裁判では、身勝手な不倫相手である社長に翻弄された女に対して世論から同情が集まり、裁判所に対して1760名の署名のある減刑嘆願書が提出された。これに対して東京地裁は女に懲役13年、社長に懲役1年、執行猶予3年が宣告されたが、あまりに軽すぎる社長の判決に世論から非難が上がったという。